# Solanum grandiflorum
Solanum grandiflorum är en potatisväxtart som beskrevs av Hipólito Ruiz López och Pav. Solanum grandiflorum ingår i släktet skattor som ingår i familjen potatisväxter. Inga underarter finns listade i Catalogue of Life.